# Biniątki
Biniątki – wieś w Polsce, położona w województwie świętokrzyskim, w powiecie buskim, w gminie Busko-Zdrój.
W latach 1975–1998 miejscowość administracyjnie należała do województwa kieleckiego.
Przez wieś przechodzi  niebieski szlak turystyczny z Pińczowa do Wiślicy.

## Integralne części wsi
| SIMC    | Nazwa        | Rodzaj    |
| ------- | ------------ | --------- |
| 0231478 | Podcmentarze | część wsi |
| 0231484 | Zastawie     | część wsi |

## Historia
W wieku XIX Biniątki zwane też „Bieniątki”, wieś, powiecie stopnickim gminie i parafii Busko.
W połowie XV wieku było tu kilka folwarków rycerskich, dających dziesięcinę do Buska oraz 3 zagrodników
Według spisu z roku 1827 w Biniątkach było 7 domów i 50 mieszkańców.